# Az új Terrance és Phillip filmelőzetes
Az új Terrance és Phillip filmelőzetes (The New Terrance and Phillip Movie Trailer) a South Park című rajzfilmsorozat 84. epizódja (a 6. évad 5. része). Először 2002. április 3-án sugározták az Egyesült Államokban, Magyarországon pedig 2005. február 25-én mutatta be a Cool TV.

## Cselekmény
Stan Marsh, Kyle Broflovski, Eric Cartman és Butters Stotch éppen a Terrance és Phillip mozielőzetest készülnek megnézni Stan-ék házában, mert bemondták a televízióban, hogy a Russell Crowe Show valamelyik reklámszünetében le fogják adni. Shelley Marsh azonban az ő műsorát akarja nézni, ezért Stan-ék csak akkor nézhetik a TV-t, ha valamelyikőjük vesz neki egy tampont, mert most jött meg a havi menstruációja. Butters-re hárul a feladat, de mire visszaér, addigra Cartman véletlenül felrobbantja Stan-ék TV-jét, ezért Kyle javaslatára hozzájuk mennek. Azonban náluk sem tudják megnézni az előzetest, mert Ike Broflovski nézi a híreket a TV-ben este 10 órától 11 óráig. Így aztán hőseink Séf bácsihoz rohannak, az ő tévéje azonban elszabadul a városban és lövöldözni kezd. Ezután a fiúk az öregek otthonába mennek, azonban az idősek azt állítják, hogy Stan-ék terrorizálják őket, ezért védekezésül egyszerre szellenteni kezdenek.Így a fiúk Cartman-ékhez mennek tévézni - ahol rovarirtás van, de ez már a gyerekeket nem érdekli -, azonban Cartman televízióját szétlövi Séf bácsi megvadult tévéje. Ezt követően Stan-ék az utcán ülnek le néhány kábítószeres közé, akik tévét néznek, s Stan átkapcsol a Russell Crowe Show-ra, ám ezt a tévét is szétlövi Séf bácsi tévéje. Így aztán a fiúk Butters-ék házába futnak, ahol gyorsan bekapcsolják a tévét. Szerencsére éppen reklám következik, és le is adják az előzetest. Eközben a Russel Crowe Show kezd egyre elborultabbá válni, mivel a műsorvezető Russel Crowe mindenféle nemzetiségekkel, vagy simán csak azzal megküzd, aki nem szimpatikus neki. Ebbe a hajója "Trombi" is beleun és végül öngyilkos lesz.

## Külső hivatkozások
- Az új Terrance és Phillip filmelőzetes Archiválva 2010. április 24-i dátummal a Wayback Machine-ben a South Park Studios hivatalos honlapon
- Az új Terrance és Phillip filmelőzetes az Internet Movie Database oldalon (angolul)